# Perfume Second Tour 2009『直角二等辺三角形TOUR』
『Perfume Second Tour 2009 『直角二等辺三角形TOUR』』（パフューム・セカンド・ツアー にせんきゅう ちょっかくにとうへんさんかっけいツアー）は、日本のテクノポップユニット、Perfumeの4作目の映像作品である（CD付属のDVDは除く）。2013年8月14日にBlu-ray Discも発売された。
また、Perfumeが2009年に開催して本作に収録されたツアーや、同ツアーの写真集についても記述する。

## 収録映像
2009年夏から秋に行われたツアー『Perfume Second Tour 2009 『直角二等辺三角形TOUR』』から、DISC1には10月15日公演の模様を全曲分、DISC2には「NIGHT FLIGHT」、「edge（⊿-mix）」のマルチアングル、10月30日公演前の3人の舞台裏、衣装、公演後のサプライズなどの特典映像を収録している。
DISC1
1. Take off
2. NIGHT FLIGHT
3. エレクトロ・ワールド
4. Dream Fighter
5. love the world
6. Zero Gravity
7. マカロニ
8. SEVENTH HEAVEN
9. Kiss and Music
10. Speed of Sound
11. edge（⊿-mix）
12. シークレットシークレット
13. コンピューターシティ
14. I still love U
15. ワンルーム・ディスコ
16. セラミックガール
17. ジェニーはご機嫌ななめ
18. チョコレイト・ディスコ
19. ポリリズム
20. Puppy love

ENCORE
1. パーフェクトスター・パーフェクトスタイル
2. Perfume
3. 願い（⊿TOUR Ver.）

DISC2
1. NIGHT FLIGHT-マルチアングル-
2. edge（⊿-mix）-マルチアングル-
3. のっち ウラ⊿TOUR@横浜アリーナOct.30'09
4. かしゆか ウラ⊿TOUR@横浜アリーナOct.30'09
5. あ〜ちゃん ウラ⊿TOUR@横浜アリーナOct.30'09
6. 衣裳 ウラ⊿TOUR@横浜アリーナOct.30'09
7. サプライズ！！

## 特典
BDの初回プレス分には“オリジナルDVDジャケット”ステッカーが封入されている。

## リリース日一覧
過去にリリースされていた6作のDVDがBD化された際に、本作もBD化した。
| 発売日        | 規格 | 品番      | 出典  |
| ------------- | ---- | --------- | ----- |
| 2010年1月13日 | DVD  | TKBA-1134 | [ 4 ] |
| 2013年8月14日 | BD   | TKXA-1013 | [ 3 ] |

## チャート成績
DVDは発売初週で約5.4万枚を売り上げ、オリコンで『Perfume First Tour 『GAME』』、『Perfume 『BUDOUKaaaaaaaaaaN!!!!!』』のDVDに続き、3作連続DVD総合ランキングで首位を獲得した。女性グループによるミュージックDVDの3作連続総合首位は、モーニング娘。以来8年半ぶりで、史上2組目。

## 収録されたツアー
『Perfume Second Tour 2009 『直角二等辺三角形TOUR』』（パフューム セカンド ツアー 2009 ちょっかくにとうへんさんかくけい ツアー）は、Perfumeが2009年夏から秋にかけて開催したツアー。

### 日程
| 出典           |               |          |                             |
| 公演日         | 開場 / 開演   | 都道府県 | 会場                        |
| 2009年8月7日   | 18:00 / 18:30 | 埼玉県   | 戸田市文化会館              |
| 2009年8月12日  | 18:00 / 18:30 | 福岡県   | 福岡サンパレスホテル&ホール |
| 2009年8月13日  | 18:00 / 18:30 | 福岡県   | 福岡サンパレスホテル&ホール |
| 2009年8月15日  | 17:30 / 18:10 | 広島県   | 広島厚生年金会館            |
| 2009年8月16日  | 17:15 / 18:10 | 愛媛県   | ひめぎんホール              |
| 2009年8月21日  | 18:00 / 18:30 | 石川県   | 石川厚生年金会館            |
| 2009年8月22日  | 17:30 / 18:00 | 新潟県   | 新潟県民会館                |
| 2009年8月26日  | 18:00 / 18:30 | 北海道   | 札幌市民ホール              |
| 2009年8月27日  | 18:00 / 18:30 | 北海道   | 札幌市民ホール              |
| 2009年8月29日  | 17:30 / 18:00 | 宮城県   | 仙台サンプラザホール        |
| 2009年8月30日  | 16:30 / 17:00 | 宮城県   | 仙台サンプラザホール        |
| 2009年9月26日  | 17:00 / 18:00 | 愛知県   | 日本ガイシホール            |
| 2009年9月27日  | 15:00 / 16:00 | 愛知県   | 日本ガイシホール            |
| 2009年10月10日 | 17:00 / 18:00 | 大阪府   | 大阪城ホール                |
| 2009年10月11日 | 15:00 / 16:00 | 大阪府   | 大阪城ホール                |
| 2009年10月14日 | 17:30 / 18:30 | 神奈川県 | 横浜アリーナ                |
| 2009年10月15日 | 17:30 / 18:30 | 神奈川県 | 横浜アリーナ                |
| 追加公演       | 17:30 / 18:30 | 神奈川県 | 横浜アリーナ                |
| 2009年10月29日 | 17:30 / 18:30 | 神奈川県 | 横浜アリーナ                |
| 2009年10月30日 | 17:30 / 18:30 | 神奈川県 | 横浜アリーナ                |

### セットリスト
10月14日 神奈川
1. Take off
2. NIGHT FLIGHT
3. エレクトロ・ワールド
4. Dream Fighter
5. love the world
6. Zero Gravity
7. マカロニ
8. SEVENTH HEAVEN
9. Kiss and Music
10. Speed of Sound
11. edge（⊿-mix）
12. シークレットシークレット
13. コンピューターシティ
14. I still love U
15. ワンルーム・ディスコ
16. セラミックガール
17. ジェニーはご機嫌ななめ
18. チョコレイト・ディスコ
19. ポリリズム
20. Puppy love
（アンコール）
21. plastic smile
22. Perfume
23. 願い（Album-mix）

### 写真集
『Perfume Livefolio』（パフューム ライブフォリオ）は、Perfumeが出した2冊目の写真集で、3枚目のアルバム『⊿』を携えて開催されたライブ・ツアー『直角二等辺三角形ツアー』の写真が収録されている。